# Parc Belmont (Montréal)
Pour les articles homonymes, voir parc Belmont.
Le parc Belmont est un parc d'attractions ayant opéré de 1923 à 1983 dans Cartierville, un quartier du nord de Montréal, au Canada. Situé sur la rive de la rivière des Prairies, juste à côté du pont Lachapelle qui l'enjambe pour relier Montréal à Laval, ce lieu de divertissement fut un lieu-culte de Montréal. De nos jours, le parc Belmont peut également désigner un petit parc aménagé approximativement au même endroit.

## Historique

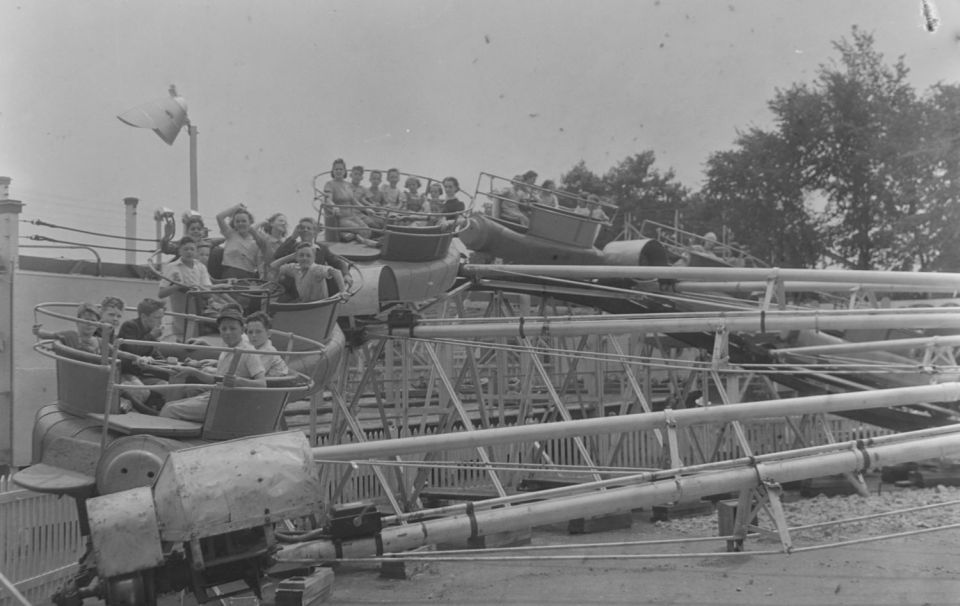
Manèges en marche au parc Belmont, 1941

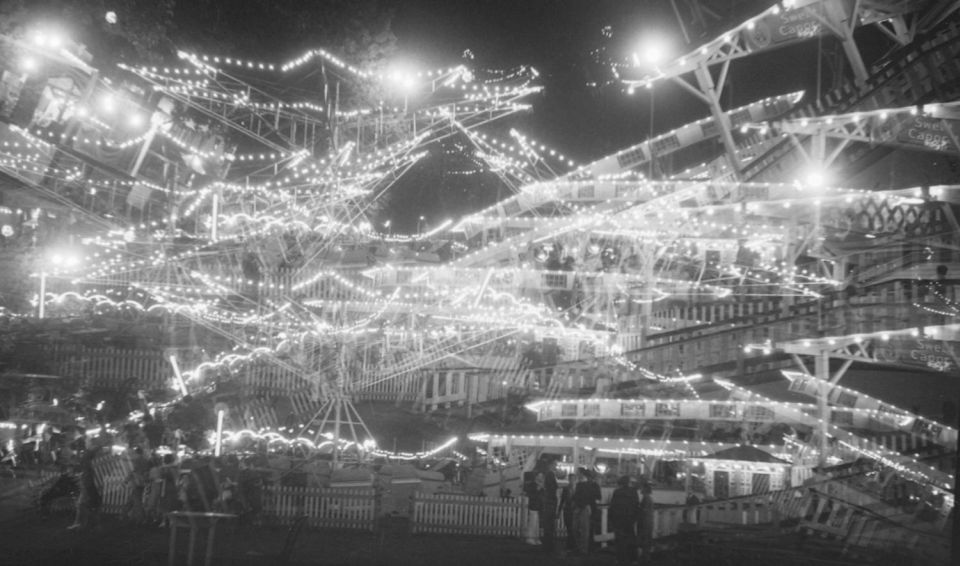
Paysage nocturne du parc en 1939

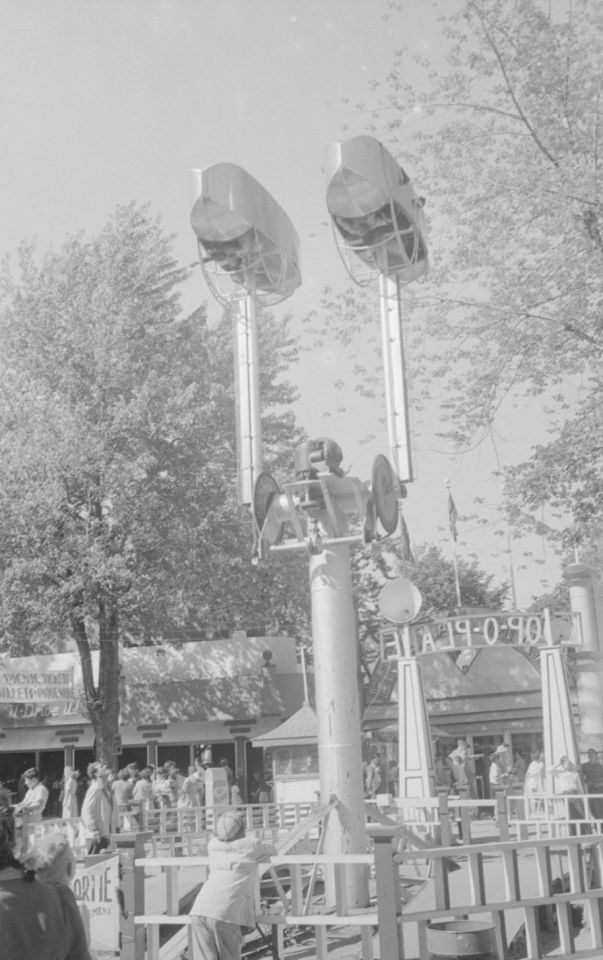
Le Loop-O-Plane du parc Belmont en 1943.

Le parc Belmont est inauguré à Cartierville, un arrondissement de Montréal, en 1923. Au début, simple parc champêtre situé aux abords de la rivière des Prairies, le parc Belmont est visité, durant la saison estivale, par les citadins en quête d'air frais et de verdure. À cette époque, Cartierville est relativement peu développé et s'y rendre en tramway constitue une évasion à la campagne pour ceux qui habitent la ville. 
À compter du krach des années 1930, le parc Belmont se développe peu à peu pour devenir un parc d'attractions moderne. Sa trentaine de manèges, dont les majestueuses montagnes russes à charpente de bois — le Cyclone —, la maison hantée, la Souris folle et le Tapis magique, font la joie de plus d'une génération d'enfants.
Outre ses manèges, le parc Belmont présente aussi des spectacles gratuits de casse-cou ou de haute voltige et accueille plus d'un sideshow, ces tentes où le visiteur peut jeter un œil curieux aux phénomènes humains (nains, femmes à barbe) ou aux artistes de l'extrême (avaleurs de sabre, cracheurs de feu).

On y retrouve aussi une salle de danse, des restaurants, un grand terrain de pique-nique et un grand terrain de jeu. Dans les années 1940, vendeurs de nourriture et de boissons incluent un Orange Julep. 

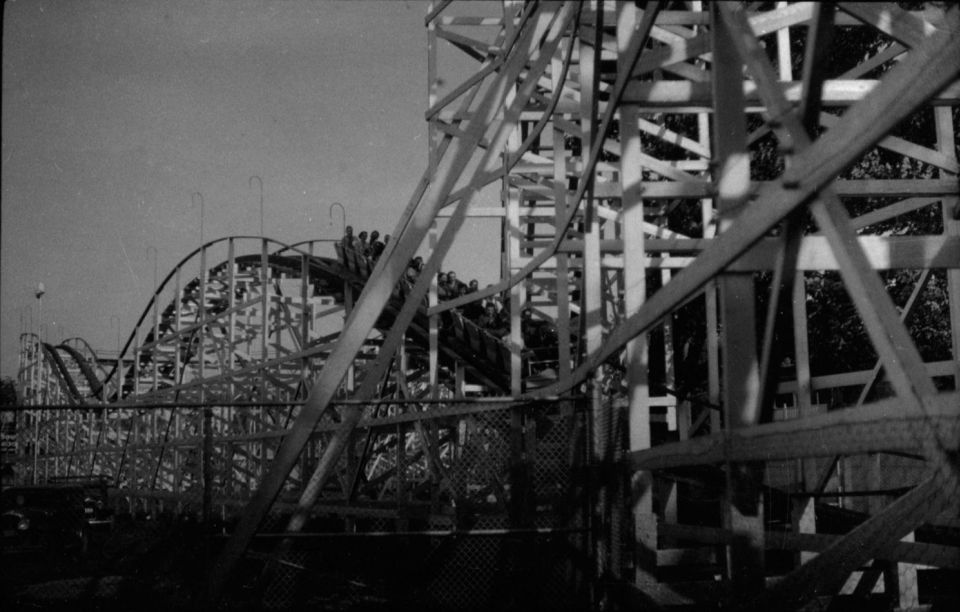
Le Cyclone, 1937

À la fin des années 1960, on y retrouve aussi un bingo animé par Paul-André L'abbé (1931-2009) connu comme Monsieur Bingo.
Le parc Belmont connaît ses plus belles années entre 1937 et 1967. En 1937, la fermeture du parc Dominion — l'autre parc d'attractions en importance à Montréal — laisse toute la place au parc Belmont, qui devient ainsi l'unique lieu du genre dans la région montréalaise. En 1967 cependant, l'ouverture du parc thématique La Ronde, construit dans le cadre de l'Exposition universelle de Montréal, sur l'île Sainte-Hélène, amorce le déclin du parc Belmont.
Au cours des dernières années de son existence, le parc Belmont connaît plusieurs revers de fortune. En 1979, un grave accident de manèges et une descente de police, qui soupçonne le parc d'opérer des jeux d'adresse illégaux, forcent l'administration à fermer le parc quelques jours avant la fin de la saison. Cette incursion policière est possiblement motivé par le désir de la direction de l'Hôtel de Ville de Montréal de nuire au parc Belmont, une entreprise privée, dont la renommée affecte la rentabilité de La Ronde, alors propriété de la Ville de Montréal.
Au début des années 1980, le parc Belmont est vendu à la société Parc-Belmont-Montréal. Les nouveaux propriétaires font alors moderniser le parc d'attractions, instaurent un nouveau système de billetterie et prolongent les heures d'ouvertures. Grâce aux billets populaires, dont le coût varie entre 2.50 et 6.00 dollars, les visiteurs ont accès à tous les manèges, à quelques exceptions près pour certains spectacles. Avant l'instauration de ce système, les visiteurs devaient à la fois débourser pour entrer au parc Belmont et pour accéder à chacun des manèges.

### Fermeture du parc Belmont
À la fin de la saison 1983, après un changement de propriétaire et une « cure de rajeunissement », représentant des investissements de près de 5 millions de dollars et qui obtient un certain succès, le parc Belmont ferme définitivement ses portes. Durant ses soixante années d'activité, le parc Belmont aura accueilli plus de 25 millions de visiteurs. La fermeture est principalement due à l'augmentation des taxes et à la baisse considérable de la fréquentation qui durait depuis le début des années 1980. Les quatre propriétaires prennent alors la décision de remplacer le parc d'attractions par un projet résidentiel, la Place Belmont. 
Actuellement, sur le site du parc Belmont, on trouve des condominiums. Un petit espace vert, baptisé parc Belmont, a été aménagé devant ce projet domiciliaire sur la rive de la rivière des Prairies. On y retrouve une sculpture commémorative, L'attente, de Guillaume Lachapelle (2008), œuvre consistant en une structure rectangulaire en aluminium abritant à sa base une auto-tamponneuse, et supportant une corniche constituée de montagnes russes parcourues par deux chariots en bronze représentant des immeubles d'habitation.

## Administration
Le 18 mai 1923, la Belmont Park Company, une entreprise qui a pour fonction de gérer le parc d'attractions, est fondée par quatre hommes d’affaires de la région montréalaise:
- Louis-Philippe Godin (52 ans, président)
- Léon Couture (51 ans, secrétaire-trésorier)
- Edgar Méthot (30 ans, directeur)
- Ernest Gaudreau (50 ans, directeur).

Le 7 décembre 1932, une nouvelle équipe de direction prend la barre du Parc Belmont: 
- Louis-Marcel Lymburner devient le nouveau président du parc.
- Charles-Émile Trudeau, entrepreneur bien connu et père de l'ancien premier ministre du Canada Pierre Elliott Trudeau, occupe pendant quelques années le poste de premier vice-président.
- Roméo Gauvreau devient le deuxième vice-président.
- Conrad Joron et Hector H. Racine occupent tous deux un poste de direction au sein de la Belmont Park Company.

En 1934, un américain du nom de Rex D. Billings qui avait beaucoup d’expérience dans les parcs d’attractions fit son entrée de jeu au parc Belmont comme gérant intérimaire. Monsieur Billings avait marqué l’évolution des parcs américains, ainsi que de son entourage. À compter de 1935, Monsieur Lymburner, le président du parc, lui accorda son plein appui en lui donnant carte blanche au niveau décisionnel en échange d'un engagement permanent. Monsieur Billings révolutionna l’industrie des parcs d’attractions, moulant le parc Belmont sur les modèles américains qu'il avait contribué à développer. Il conserva son poste jusqu'en 1959. À compter de son départ, c'est Roméo Gauvreau qui assuma la responsabilité de gérer le parc.
Après la mort de Louis-Marcel Lymburner, Roméo Gauvreau prend la relève en tant que président jusqu'à son décès en 1967. Son fils, le major Jacques Gauvreau, lui succède alors jusqu'en 1979. Jusqu'en 1983, c'est une équipe d'hommes d'affaires, avec Paul Pappas à sa tête, qui gère le parc Belmont.

## Service de police du parc Belmont
La Belmont Park Company, jouissant d'un privilège prescrit en vertu de la loi de la police du Québec, formait, entraînait et équipait ses propres policiers, dûment assermentés. On aménageait le poste de police du parc, incluant quelques cellules de détention, à l’arrière, près du bureau de l’administration. Le poste de police servait également de poste de premiers secours.
Suivant la doctrine d'épuration du Midway instauré au parc Idora par monsieur Rex D. Billings (connu alors comme le Maitre du Midway), et devenu la norme depuis dans l'industrie, le parc Belmont emboîte le pas en chassant l'élément de malhonnêteté du Midway, car pour Billings, le parc Belmont était avant tout un parc familial. Le service de police du parc Belmont est devenu instrumental dans l'exercice d'épuration du Midway, ainsi que tous les volets du maintien de l'ordre au parc Belmont.

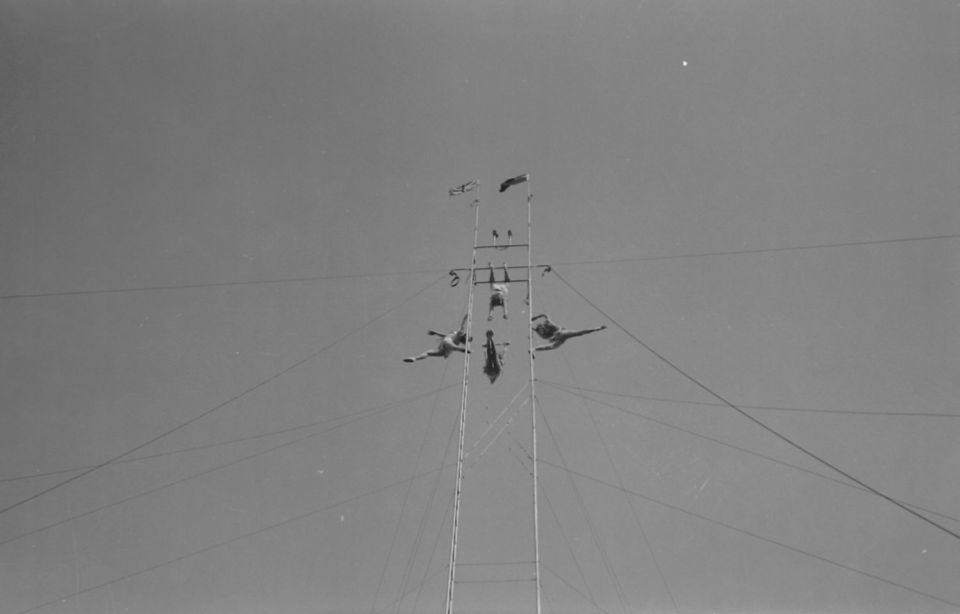
Spectacle de trapézistes au parc Belmont, 1937.

Composé d'un chef, d'un adjoint, deux membres de la Sureté (en civil), et d'une dizaine de constables, le service de police du parc Belmont est devenu un élément de dissuasion efficace, avec un délai minimal d'intervention rapide. Les constables étaient, en raison de leur proximité de tout évènement pouvant se produire, les premiers répondants désignés, tout en étant les ambassadeurs de facto auprès des visiteurs. Le service de police du parc Belmont fut dissout avec la fermeture définitive du parc en octobre 1983. 

## Média
En 1957, le parc Belmont sert de décor au film Pierrot à Montréal de l'Office national du film du Canada, dans lequel on retrouve le mime Guy Hoffman interprétant le personnage type Pierrot.
En 1972, le parc Belmont est l'objet du documentaire À mort de Pierre Falardeau. 
La chanteuse Diane Dufresne a une chanson qui parle du parc Belmont sorti en 1979. 